# Новомустафино (Аургазинский район)
Новомуста́фино (баш. Яңы Мостафа) — деревня в Батыровском сельсовете Аургазинского района Республики Башкортостан России. 

## География
Расстояние до:
- районного центра (Толбазы): 17 км,
- центра сельсовета (Куезбашево): 6 км,
- ближайшей железнодорожной станции (Белое Озеро): 22 км.

## Население
| 2002 | 2009 | 2010 |
| ---- | ---- | ---- |
| 64   | ↘52  | ↘49  |

Национальный состав
Согласно переписи 2002 года, преобладающие национальности — башкиры (73 %), татары (27 %).